# Procent (symbol)
% – znak typograficzny oznaczający procent (1/100 część – Unicode U+0025 – tzn. liczba poprzedzająca znak jest dzielona przez 100).
Podobne znaki to:
- ‰ – znak oznaczający promil (1/1000 część – Unicode U+2030 – tzn. liczba poprzedzająca znak jest dzielona przez 1000)
- ‱ – znak oznaczający punkt bazowy (1/10000 część – Unicode U+2031 – tzn. liczba poprzedzająca znak jest dzielona przez 10000).

## Typografia
W tradycji typograficznej procentu nie oddziela się spacją od poprzedzającej liczby. Poprawny jest zatem wyłącznie zapis „53%”. Z drugiej strony normy ISO 31-0 oraz PN-83/P-55366 mówią dokładnie coś odwrotnego. Dodatkowo popularny system składu tekstu TeX zachęca do wersji ze spacją przed znakiem procentu.
Dawniej spotykano typograficzny wariant znaku %, który przypominał ułamek zwykły o liczniku i mianowniku 0.

## Języki programowania
W językach programowania znak % stosuje się często w zupełnie innym znaczeniu. Zwykle jako pewien symbol języka, definiowany w składni, do oznaczenia określonej jednostki leksykalnej, w tym także jako operator:
- modulo: m.in. C, C++, Java, PHP
- symbol komentarza liniowego: Turbo Prolog, TeX, PostScript
- symbol polecenia preprocesora: PL/I, SAS 4GL
- symbol wieloznaczny w ciągach znaków: SQL
- parametry %1, %2,... w plikach wsadowych: DOS, Windows
- zmienne środowiskowe systemu: DOS, Windows

W Unikodzie znak procentu występuje w wersjach:
| Znak | Unicode | Kod HTML                      | Nazwa unikodowa        | Nazwa polska          |
| ---- | ------- | ----------------------------- | ---------------------- | --------------------- |
| %    | U+0025  | &percnt; lub &#x25; lub &#37; | PERCENT SIGN           | znak procentu         |
| ％   | U+FF05  | &#xFF05; lub &#65285;         | FULLWIDTH PERCENT SIGN | szeroki znak procentu |
| ﹪   | U+FE6A  | &#xFE6A; lub &#65130;         | SMALL PERCENT SIGN     | mały znak procentu    |
| ٪    | U+066A  | &#x066A; lub &#1642;          | ARABIC PERCENT SIGN    | arabski znak procentu |